# Acomodación fenotípica
La acomodación fenotípica es un ajuste adaptativo, que no implica un cambio genético, de aspectos variables del fenotipo que puede facilitar la evolución de nuevas morfologías incluso contrarrestando los posibles efectos negativos de la variación misma. Puede ser inducida por mutaciones o nuevos factores ambientales y se deriva de respuestas ancestrales del desarrollo. Ya que esta es el resultado de las respuestas adaptativas del desarrollo, las nuevas morfologías resultantes no son variantes azarosas sino que reflejan una funcionalidad pasada. La acomodación fenotípica puede considerarse el primer paso en la evolución adaptativa Darwiniana o por selección natural.
La acomodación fenotípica incluye plasticidad adaptativa en muchos aspectos del fenotipo, no solamente morfológicos, sino también fisiológicos y comportamentales, e involucra la respuesta flexible de muchos órganos y en múltiples niveles (tejidos, células, etc.).  En biología ramas como la fisiología y la etología se han encargado de estudiar las respuestas plasticidad adaptativa a nivel fisiológico y comportamental respectivamente, sin embargo, no existe un campo comparable en lo que se refiere únicamente a las respuestas morfológicas ante presiones adaptativas.

## Antecedentes
Uno de los primeros en ilustrar el fenómeno de la acomodación fenotípica morfología fue Slijper en 1942, quien observó en una cabra que tenía parálisis congénita en sus patas frontales una acomodación tanto comportamental como morfológica. Las modificaciones morfológicas que el observó incluían tanto variaciones esqueléticas (cambios en los huesos de las patas traseras, en la forma del esqueleto torácico y el esternón, cambios en el ancho y forma de la pelvis y un desarrollo inusual en el largo del isquion) como musculares (glúteos elongados y engrosados y un conjunto numeroso de nuevos y largos tendones). Las variaciones morfológicas, como sucede a menudo, fueron mediadas por acomodación comportamental pues estas surgen como una respuesta primaria debido a que son  particularmente sensibles y flexibles a los cambios ambientales.

## Acomodación fenotípica e innovaciones adaptativas
Al comparar la morfología de la cabra de dos patas con algunos mamíferos bípedos como humanos y canguros, Slijper noto que algunas de las características novedosas presentes en la cabra coincidían notablemente con las innovaciones evolutivas presentes en estos organismos; tórax comprimido e isquion alargado que se asemejaban a los del canguro y  esternón de ancho similar al del orangután, primate bípedo que, al igual que la cabra de dos patas, carece de una cola de apoyo.
La nueva morfología descrita por Slijper, que no fue inducida directamente por cambios mutacionales despertó gran interés científico, ya que el cambio esencial (inhabilidad de caminar con las patas delanteras), desencadenó una serie de  características particulares que surgieron por mecanismos de plasticidad del desarrollo con cierta modularidad e independencia (capacidades de expresión reorganizadas que ya estaban presentes en el animal). Esto representó una evidencia de como la acomodación fenotípica, entendida como una respuesta inmediata a nuevas condiciones, podría facilitar el origen de innovaciones adaptativas, siempre y cuando, las variaciones fenotípicas sean fijadas por fuerzas de selección.  En este sentido, una teoría de evolución adaptativa debería reconocer el rol de la acomodación fenotípica, en contraste con una teoría de evolución que tiene una perspectiva de la selección natural como un mecanismo que opera únicamente en variaciones al azar por causa de mutaciones aisladas.